# No USA! No UK!
No USA! No UK! è il terzo album in studio del gruppo musicale italiano Nobraino pubblicato il 9 marzo 2010 dall'etichetta discografica indipendente MArteLabel.

## Descrizione
È Il lavoro più rock della band che contiene dodici tracce inedite, alcune arrangiati insieme a Giorgio Canali. La produzione artistica è affidata allo stesso Giorgio Canali, mentre la produzione esecutiva è di MArteLabel Roma.
La traccia Bifolco non risulta inedita in quanto già pubblicata dal vivo nell'album precedente Live al Vidia Club nel 2006.
Dal disco vengono estratti i singoli La Giacca di Ernesto, Bifolco e Narcisisti misti e realizzati i relativi video musicale.
Il 9 novembre 2010 L'onesta monarchia di Luigi Filippo viene inserito nell'album compilation La leva cantautorale degli anni zero che raccoglie brani inediti di giovani cantautori italiani degli anni 2000; l'album è un progetto realizzato dal Club Tenco (un'associazione senza scopo di lucro italiana, dedicata al sostegno della canzone d'autore) e MEI (Meeting delle etichette indipendenti) con l'etichetta discografica Ala Bianca.

## Tracce

### CD
Testi e musiche di Lorenzo Kruger e Nestor Fabbri.
1. Grand Hotel – 3:44
2. Narcisisti misti – 3:28
3. La Giacca di Ernesto – 2:31
4. Tittidipiù – 3:21
5. Western bossa – 3:10
6. Bifolco (Version 2010) – 3:31
7. L'onesta Monarchia di Luigi Filippo – 3:18
8. Succhiami il cuore – 2:13
9. Chi me lo ha fatto fare (Version 2010) – 3:29
10. In ogni caserma – 2:14
11. Troppo romantica – 4:32
12. La Signora Guardalmar – 3:39
13. Ballata stocastica – 4:32

### CD Maxi Single Promo
Testi e musiche di Lorenzo Kruger e Nestor Fabbri.
1. La Giacca di Ernesto – 2:31
2. Succhiami il cuore – 2:13
3. L'onesta Monarchia di Luigi Filippo – 3:18

## Crediti
- Lorenzo Kruger - paroliere e voce
- Nobraino - musiche
- Nestor Fabbri - chitarra
- Bartok - basso
- il Vix - batteria
- David Jr Barbatosta - tromba
- Giorgio Canali - produzione, registrazione, mixaggio